# バディ・ウォルフ
バディ・ウォルフ（Buddy Wolfe、本名：Leslie Charles Wolff、1941年4月11日 - 2017年7月11日）は、アメリカ合衆国のプロレスラー。ミネソタ州ブルーアース出身。
地元ミネソタのAWAを主戦場に活動した。マッドドッグ・バションとブッチャー・バションの妹、ビビアン・バションの夫でもあった。

## 来歴
学生時代はレスリングとアメリカンフットボールで活躍、レスリングでは94％の勝率を誇ったという。セントクラウド州立大学卒業後、ディフェンシブエンドとしてコンチネンタル・フットボール・リーグのノーフォーク・ネプチューンズに入団。その後、バーン・ガニアのトレーニングを受けて1968年にプロレスラーとしてデビュー。キャリア初期は本名からレス・ウォルフ（Les Wolff）をリングネームに、ベビーフェイス陣営で活動した。
1970年7月、ガニア主宰のAWAとの提携ルートで国際プロレスに初来日。7月28日の長野大会ではストロング小林が保持していたUSAヘビー級王座に、8月11日の苫小牧大会ではドクター・デスと組んでグレート草津&サンダー杉山のIWA世界タッグ王座にそれぞれ挑戦した。9月開幕のシリーズにも覆面レスラーのブルー・デモン（Blue Demon）に変身して残留参戦し、同月15日に福岡市九電記念体育館にて杉山のIWA世界ヘビー級王座に挑戦。10月8日の大阪府立体育館大会ではメッサーシュミット（クラウス・カーロフ）を、10月15日の佐野大会ではギル・ヘイズをそれぞれパートナーに、草津&杉山のIWA世界タッグ王座に再挑戦した。
アメリカでも中南部のNWAトライステート地区で覆面を被り、ザ・スポイラーのパートナーとしてスポイラー2号（Spoiler #2）に一時変身、1971年5月2日にザ・ケンタッキアンズ（グリズリー・スミス&ルーク・ブラウン）からUSタッグ王座を奪取している。同地区ではビル・ワットをはじめ、バディ・オースチン、スプートニク・モンロー、ビリー・レッド・ライオン、デール・ルイスなどとも対戦した。
その後、"ビューティフル" バディ・ウォルフ（"Beautiful" Buddy Wolfe）と名乗って素顔でもヒールに転向。AWA圏では1972年4月8日、ネブラスカ州オマハにて中西部ヘビー級王座を獲得した。同年10月からはWWWFに参戦し、フィラデルフィアやボストンなど北東部各地において、ペドロ・モラレスのWWWFヘビー級王座に再三挑戦。ニューヨークのマディソン・スクエア・ガーデンでは、1973年2月26日にミル・マスカラス、3月26日にアンドレ・ザ・ジャイアントと対戦している（アンドレは、同日がMSGデビュー戦だった）。
1973年6月には国際プロレスに再来日。同時参加したテキサス・アウトローズに次ぐ3番手外国人のポジションで、グレート草津やアニマル浜口との金網デスマッチも行われた。帰国後は主戦場のAWAにて、ワフー・マクダニエル、ビル・ロビンソン、クラッシャー・リソワスキーらと抗争。タッグではラリー・ハイニエミことラーズ・アンダーソンとのコンビで活躍した。国際プロレスには、AWA世界ヘビー級王者のバーン・ガニア、AWA世界タッグ王者のニック・ボックウィンクル&レイ・スティーブンスが同時参加した1974年11月の『ワールド・チャンピオン・シリーズ』にも来日している。その後はテキサスの東部地区を経て、1976年4月に全日本プロレスの『第4回チャンピオン・カーニバル』に出場したが、戦績は芳しくなかった。
1976年6月10日、イリノイ州シカゴのインターナショナル・アンフィシアターにて、同月26日にアントニオ猪木との異種格闘技戦が決定していたモハメド・アリのプロモーション用の対戦相手に起用され、16オンスのグローブを着けたアリとラウンド制のミックスド・マッチで対戦。アリのセコンドにはフレッド・ブラッシー、ウォルフのセコンドにはディック・ザ・ブルーザーが付き、レフェリーはバーン・ガニアが務めた（結果はウォルフが流血して乱闘となり、レフェリーのガニアが試合を中止。当日は同じくAWAのレスラーだったケニー・ジェイとアリとの試合も行われたが、ジェイはKO負けを喫した）。
1977年はNWAフロリダ地区において、3月8日に行われたトーナメントを制し、空位となっていたNWAフロリダ・ヘビー級王座を獲得。以降、ボブ・バックランド、ジャック・ブリスコ、ジョー・ルダック、スティーブ・カーン、マイク・グラハム、アーニー・ラッドらを挑戦者に、6月に前王者ダスティ・ローデスに敗れるまで戴冠した。NWA圏ではセントルイスのキール・オーディトリアムにも出場しており、1978年3月17日の興行ではリック・フレアー&オックス・ベーカーと組み、アンドレ・ザ・ジャイアント&ディック・ザ・ブルーザーと3対2のハンディキャップ・マッチで対戦している。
1979年からは本拠地のAWAに定着し、うるさ型のベテラン・ヒールとして、スティーブ・オルソノスキー、ポール・エラリング、ディノ・ブラボーなど新鋭選手のジョバーを担当。1982年には、当時AWAで大ブレイクしていたハルク・ホーガンのジョバーも務めた。以降はセミリタイア状態となるも、1980年代後半までAWAに出場し、1987年にはショーン・マイケルズやスコット・ホール、ジミー・スヌーカとも対戦した。
引退後はミネソタ州ハッケンサックに居住。2000年代はカリフラワー・アレイ・クラブなどのOB会に姿を見せていた。2017年7月11日、76歳で死去。

## 得意技
- リバース・ネックブリーカー[2]
- ボストンクラブ[2]
- シュミット式バックブリーカー（モハメド・アリとのミックスド・マッチでは、この技を2回アリにかけている）[18]

## 獲得タイトル
アメリカン・レスリング・アソシエーション
- AWA中西部ヘビー級王座：2回[11]

NWAトライステート
- NWA USタッグ王座（トライステート版）：1回（w / ザ・スポイラー）[9]

NWAビッグタイム・レスリング
- NWAテキサス・ヘビー級王座：1回[2]

チャンピオンシップ・レスリング・フロム・フロリダ
- NWAフロリダ・ヘビー級王座：1回[19]